# Гутнер, Григорий Борисович
Григо́рий Бори́сович Гу́тнер (26 февраля 1960, Москва, СССР — 7 февраля 2018, Москва, Россия) — российский философ, специалист в области философии науки. Доктор философских наук. Один из авторов «Новой философской энциклопедии».
Ведущий научный сотрудник сектора философских проблем социальных и гуманитарных наук Института философии РАН, заведующий кафедрой философии и гуманитарных дисциплин Свято-Филаретовского православно-христианского института, один из его ведущих профессоров. Преподаватель Библейско-богословского института святого апостола Андрея.

## Биография
Согласно воспоминаниям Г. Б. Гутнера, его прадед Иосиф Юделевич Гутнер был религиозный еврей-миснагдим.
В 1983 году окончил Московский институт нефтехимической и газовой промышленности по кафедре прикладной математики по специальности «инженер-математик».
Учился в аспирантуре Института философии РАН, где в 1992 году под научным руководством доктора философских наук А. П. Огурцова защитил диссертацию на соискание учёной степени кандидата философских наук по теме «Онтология математического дискурса» (специальность 09.00.08 — философия науки и техники). В 2008 году там же защитил диссертацию на соискание учёной степени доктора философских наук по теме «Проблема риска и ответственности субъекта научной коммуникации» (специальность 09.00.08 — философия науки и техники). Научный консультант — А. П. Огурцов. Официальные оппоненты — доктор философских наук, профессор, член-корреспондент РАН И. Т. Касавин, доктор философских наук, профессор В. Н. Порус и кандидат физико-математических наук, доктор философских наук, профессор А. И. Кричевец. Ведущая организация — кафедра философии естественных факультетов МГУ имени М. В. Ломоносова.
На протяжении почти 20 лет работал в научным сотрудником Институт философии РАН, состоял ведущим научным сотрудником сектора философских проблем социальных и гуманитарных наук.
Одновременно преподавал в Свято-Филаретовском православно-христианском институте, где на протяжении многих лет заведовал кафедрой философии и гуманитарных дисциплин и являлся одним из ведущих преподавателей.
Преподавал математику в Культурологическом лицее, читал курсы этики и логики в Богословском колледже.
Посещал семинары Библеровского кружка.

## Научная деятельность
Автор 4 монографий и около 150 научных статей, публиковался в журналах «Вопросы философии», «Государство, религия, церковь в России и за рубежом», «Личность. Культура. Общество», «Вестнике Московского университета», «Человек», «Этическая мысль», «Альманахе Свято-Филаретовского православно-христианского института». Автор учебных пособий «Философия языка» (Москва, УРАО, 2001) и «Лекции по истории философии» (М.: Свято-Филаретовский православно-христианский институт, 2013). Последняя книга — «Начало и мотивация научного познания: рассуждение об удивлении» (М., 2018).

## Память
16 марта 2018 года в Свято-Филаретовском институте состоялся круглый стол, посвящённый памяти Г. Б. Гутнера. Его памяти посвящён сборник «Тоталитаризм: причины, последствия, возможности преодоления».

## Научные труды

### Монографии
- Гутнер Г. Б. Онтология математического дискурса. Структура и сущность в математическом рассуждении. М.: Издательство Московского Культурологического Лицея, 1999.
- Гутнер Г. Б. Риск и ответственность субъекта коммуникативного действия. М.: Институт философии РАН — Свято-Филаретовский православно-христианский институт, 2008.
- Блюхер Ф. Н., Гурко С. Л., Гусева А. А., Гутнер Г. Б. Дискурс-анализ и дискурсивные практики. — М.: ИФ РАН, 2016. — 134 с.
- Гутнер Г. Б. Начало и мотивация научного познания: рассуждение об удивлении. — М.: Ленанд, 2018. — 200 с.

### Учебные пособия
- Гутнер Г. Б. Философия языка. Учебное пособие. М.: УРАО, 2001.
- Гутнер Г. Б. Лекции по истории философии : учебное пособие. М.: Свято-Филаретовский православно-христианский институт, 2013

### Новая философская энциклопедия
- Гутнер Г. Б., Огурцов А. П. Дискурс // Новая философская энциклопедия / Ин-т философии РАН; Нац. обществ.-науч. фонд; Предс. научно-ред. совета В. С. Стёпин, заместители предс.: А. А. Гусейнов, Г. Ю. Семигин, уч. секр. А. П. Огурцов. — 2-е изд., испр. и допол. — М.: Мысль, 2010. — ISBN 978-5-244-01115-9.
- Гутнер Г. Б. Ноосфера // Новая философская энциклопедия / Ин-т философии РАН; Нац. обществ.-науч. фонд; Предс. научно-ред. совета В. С. Стёпин, заместители предс.: А. А. Гусейнов, Г. Ю. Семигин, уч. секр. А. П. Огурцов. — 2-е изд., испр. и допол. — М.: Мысль, 2010. — ISBN 978-5-244-01115-9.
- Гутнер Г. Б. Тейяр де Шарден // Новая философская энциклопедия / Ин-т философии РАН; Нац. обществ.-науч. фонд; Предс. научно-ред. совета В. С. Стёпин, заместители предс.: А. А. Гусейнов, Г. Ю. Семигин, уч. секр. А. П. Огурцов. — 2-е изд., испр. и допол. — М.: Мысль, 2010. — ISBN 978-5-244-01115-9.

### Статьи
на русском языке
- Гутнер Г. Б. Знание как событие и процесс // Что значит знать? Обучение, понимание, сознание. М.: Издательство МГУ, 1999. С. 46-60.
- Гутнер Г. Б. Онтология математического дискурса. Структура и сущность в математическом рассуждении. М.: Издательство Московского Культурологического Лицея, 1999.
- Гутнер Г. Б. Аналитика эгоистического дискурса // Стили в математике: социокультурная философия математики. СПб: РХГИ, 1999.
- Гутнер Г. Б. Науки о человеке и их границы // Философский век 23. Науки о человеке в современном мире. Санкт-Петербург, 2002.
- Гутнер Г. Б. Событие и ситуация // Логос. 2001. № 4. С. 158—178.
- Гутнер Г. Б. Истина и воображение // Истина и благо: универсальное и сингулярное. М.: Институт философии РАН. 2002. С. 38-65.
- Гутнер Г. Б. Антропологический смысл декартовского аргумента // Философия науки. Выпуск 8. Синергетика человекомерной реальности. М.: Институт философии РАН, 2002. С. 220—238.
- Гутнер Г. Б. Априоризм и субъективность // Ежегодник Университета Российской академии образования, № 3, 2002. С. 28—33.
- Гутнер Г. Б. Христианское понимание личности и современная философия сознания // Личность в Церкви и обществе: Материалы международной богословской конференции. — М., 2003. С. 152—164.
- Гутнер Г. Б. Субъект как энергия // Синергетическая парадигма, т. 4. Когнитивно-коммуникативные стратегии научного познания. М.: «Прогресс-Традиция». 2004.
- Гутнер Г. Б. Структура и поток // Философский факультет. Ежегодник 2003, № 4. М.: Издательство УРАО, 2004. С. 41—49
- Гутнер Г. Б. Прагматический аспект научного дискурса // Философия и будущее цивилизации. Тезисы докладов и выступлений IV Российского философского конгресса. Т. 3, Москва, 2005. С. 423—424.
- Гутнер Г. Б. Трансцендентализм и понимание субъективности // Методология науки: статус и программы. М.: Институт философии РАН. 2005. С. 8—40.
- Гутнер Г. Б. Коммуникативное сообщество и субъект коммуникативного действия // Философия науки. — Вып. 11: Этос науки на рубеже веков. М.: Институт философии РАН. 2005. С. 82—108.
- Гутнер Г. Б. Казус провинциальности в истории философии: Кант versus Гегель // Провинция и столица: центробежные и центростремительные процессы духовной эволюции культуры. Материалы Всероссийской научной конференции. Белгород: Издательство Белгородского государственного университета. 2006. С. 13—16.
- Гутнер Г. Б. Граница привычки и рефлексия в коммуникации // Проблема текста в гуманитарных исследованиях. Материалы научной конференции. М.: Московский Государственный Университет. 2006. С. 211—213.
- Гутнер Г. Б. Секулярность, постсекулярность и универсализм. Замечания к диалогу Хабермаса и Ратцингера // Юрген Хабермас, Йозеф (Бенедикт XVI) Ратцингер. Диалектика секуляризации. О разуме и религии. М.: Издательство Библейско-Богословского института, 2006.
- Гутнер Г. Б. Секулярность, постсекулярность и универсализм. Замечания к диалогу Хабермаса и Ратцингера // Юрген Хабермас, Йозеф (Бенедикт XVI) Ратцингер. Диалектика секуляризации. О разуме и религии. М.: Издательство Библейско-Богословского института, 2006.
- Гутнер Г. Б. Идеал открытого общества и рецепция религиозного дискурса современной наукой // Ответственность религии и науки. М.: Библейско-богословский институт св. апостола Андрея, 2007.
- Гутнер Г. Б. Следование правилу и габитус в описании коммуникативной деятельности. // Вопросы философии. 2008. № 2. С. 105—116.
- Гутнер Г. Б. Личность и коммуникативная рациональность // Личность. Культура. Общество. 2008. Том Х. Вып. 3-4 (42-43). С. 226—232
- Гутнер Г. Б. Прагматика научного дискурса и субъект познания // Полигнозис. 2008. № 2. С. 52—58.
- Гутнер Г. Б. Отчуждение в коммуникативных практиках // Человек. 2008. № 5.
- Гутнер Г. Б. Радикальное «эпохэ» как универсальный философский метод // Vox. Философский журнал. Выпуск № 6. Май, 2009.
- Гутнер Г. Б. Права человека: локальная ценность или универсальная норма // Santalka. Filosofija. 2009, t.17, nr.1. p. 12—19.
- Гутнер Г. Б. Путь к очевидности у Гуссерля // Vox. Философский журнал. Выпуск № 8. Июнь, 2010.
- Гутнер Г. Б. Субъект и индивид в коммуникативных практиках //Проблема сборки субъектов в постнеклассической науке. М.: ИФ РАН, 2010. С. 97—108.
- Гутнер Г. Б. Привычка и габитус. Интерпретация каузальности. // Дэвид Юм и современная философия. Материалы международной конференции, 2011.
- Гутнер Г. Б. Методология, онтология и возвратное движение мысли // Вопросы философии. — 2011. № 7. — С. 166—173.
- Гутнер Г. Б. Способы конституирования идеального предмета // Эпистемология и философия науки. 2011. Т. XXIX. № 3. С. 49—58.
- Гутнер Г. Б. Концепции личности и коммуникативные универсалии // Коммуникативная рациональность и социальные коммуникации. Библиотека журнала «Эпистемология и философия науки». ИФ РАН. М.: АЛФЬФА-М, 2012. С. 347—365.
- Гутнер Г. Б. Практики идеального конструирования. Естествознание и жизненный мир. // Эпистемология и философия науки. 2012. Т. XXXII. № 2. С. 168—183.
- Гутнер Г. Б. Антиконструктивистский аргумент Владимира Соловьева // Эпистемология и философия науки. 2012. Т. XXXIII. № 3. С. 160—176.
- Гутнер Г. Б. Гуманитарное знание и идеальные конструкции //Электронный журнал VOX, Вып. 13, 2012 г.
- Гутнер Г. Б. Концепции личности и коммуникативные универсалии // Коммуникативная рациональность и социальные коммуникации. Библиотека журнала «Эпистемология и философия науки». ИФ РАН. М.: АЛФЬФА-М, 2012. С. 347—365.
- Гутнер Г. Б. Единство человечества в эсхатологической перспективе // Богословие творения / Под ред. А. Бодрова и М. Толстолуженко. М.: ББИ. 2013. С. 230—236.
- Гутнер Г. Б. Идеальное конструирование и генезис математического естествознания // Свет Христов просвещает всех: Альманах Свято-Филаретовского Православно-Христианского института. 2013. Вып. 7. С. 51-73.
- Гутнер Г. Б. Герменевтический круг и рациональный дискурс // Методология науки и дискурс-анализ. М.: Институт философии РАН. 2014. С. 48—67.
- Гутнер Г. Б. Онтологические допущения и математическое описание реальности // Вестник Московского университета, серия 7: философия. 2014. № 1. С. 69—90.
- Гутнер Г. Б. Секулярность, постсекулярность и русская религиозная философия // Свет Христов просвещает всех : Альманах Свято-Филаретовского православно-христианского института. 2015. Вып. 16. С. 63—82.
- Гутнер Г. Б. Наука и христианство: столкновение способов мышления. // Государство, религия, церковь в России и за рубежом. 2015. № 1 (33). С. 76—94.
- Гутнер Г. Б. Трансдисциплинарность как трансдискурсивность // Трансдисциплинарность в философии и науке. Подходы. Проблемы. Перспективы. М.: Издательский дом «Навигатор». 2015. С. 263—281.
- Гутнер Г. Б. Научные и утилитарные задачи. К вопросу о мотивации при изучении наук. // Філософія освіти. Philosophy of Education. 2016. No 2 (19).
- Гутнер Г. Б. Национальный нарратив и национальная ответственность. // Этическая мысль. 2017. Т. 17. № 1.
- Гутнер Г. Б. Объект и инструмент в компъютерных науках // Философия науки и техники в России: вызовы информационных технологий: сборник научных статей / М-во образ. и науки РФ, Вологод. гос. ун-т; под общ. ред. Н. А. Ястреб. — Вологда: ВолГУ, 2017.
- Гутнер Г. Б. Наука в контексте человеческих практик. Конструктивизм и эволюционная эпистемология о начале науки. // Вопросы философии. 2017. № 7.

на других языках
- Pragmatic Aspect of Scientific Discourse //Knowledge and Society. Paper of the International Symposium, Moscow, 2005, p. 159—163.
- Post-secularity vs. All-Unity. // Beyond Modernity. Russian Religious Philosophy and Post-Secularism / eds. Artur Mrówczyński-Van Allen, Teresa Obolevitch, Paweł Rojek. — Eugene, OR: Pickwick Publications, 2016.